# 田中渉
田中 渉（たなか わたる、1967年3月20日 - ）は、日本の作家。長野県上田市生まれ。早稲田大学社会科学部卒。電通勤務。数々の映像作品のプロデュースを手掛けている。松久淳と「松久淳＋田中渉」という筆名でコンビ作家としても活動している。著作の挿絵も担当し個展等も開催している。
竹内結子主演で2004年に映画化された『天国の本屋〜恋火』は、コンビ作家として発表した『天国の本屋』と『恋火』が原作である。

## 主な作品
映像プロデュース作品
- 陰陽師　2001　（滝田洋二郎監督）
- 攻殻機動隊 STAND ALONE COMPLEX　2002（神山健二監督）
- 陰陽師2　2003（滝田洋二郎監督）
- イノセンス　2004　（押井守監督）
- 蝉しぐれ　2005　（黒土光男監督）
- FREEDOM　2008　（大友克洋監督）
- 精霊の守り人　2008　（神山健二監督）
- 忍たま乱太郎　忍術学園全員出動！の段　2011（藤森雅也監督）
- 忍たま乱太郎　2011　（三池崇史監督）
- Short Peace 2013 （大友克洋監督・森田修平監督）
- MIFUNE: THE LAST SAMURAI　2015　（スティーヴン・オカザキ監督）
- VR映画　交際記念日　2017　（窪田崇監督）

### 単著
- 走ることから学んだ夢をかなえる方法 そして、僕らは風になる 2009 (マガジンハウス)
- 黄色い犬　2004（小学館）
- ガジュマルの樹の下で 2004　田中 渉（イラスト担当）
- ランウェイの恋人 2012（小学館）
- ネコの選択　2018　（アチーブメント出版）

### 「松久淳＋田中渉」著作
- 天国の本屋　2000（かまくら春秋社／新潮文庫）
- 天国の本屋 うつしいろのゆめ　2002（木楽舎／新潮文庫）
- 天国の本屋 恋火　2002（小学館／小学館文庫／新潮文庫）
- プール　2002（小学館）
- 四月ばーか　2003（講談社／講談社文庫）
- ホワイトグッドバイ　2003（幻冬舎）
- ラブコメ　2004（小学館）
- ウォーターマン　2005（講談社）
- ストーリー&テリング　2006（小学館）
- ラブかストーリー　2007（小学館）
- あの夏を泳ぐ 天国の本屋　2008（新潮社）
- ふしぎ自転車チャリィ　2008（小学館）
- かみつき　2014（扶桑社）
- 麻布ハレー　2017（誠文堂新光社）
- きっと嫌われてしまうのに　2017（双葉社）

### 共著
- あなたはそこに　2003（マガジンハウス）谷川俊太郎と。イラストレーター担当
- 渋沢栄一の経営教室 Sクラス　2014（日本経済新聞出版社）、のち日経ビジネス人文庫。香取俊介と共著

### 映像化作品
- 天国の本屋〜恋火　2004.6公開（主演：竹内結子／配給：松竹）、「天国の本屋」と「天国の本屋 恋火」の2作品が原作
- ラブコメ　2010.9公開（主演：香里奈／配給：ショウゲート）